# Красногорлый скворцовый конёк
Красногорлый скворцовый конёк, или красногорлая трясогузка (лат. Macronyx ameliae), — вид птиц семейства трясогузковых. Выделяют три подвида. Распространены в Африке.

## Описание
Красногорлый скворцовый конёк достигает длины 19—20 см. Спина серовато-коричневая с тёмными пятнышками. У самцов горло и грудь розового цвета. Грудь пересекает широкая чёрная полоса, которая не видна вне сезона размножения. Нижняя часть тела самок розовая, но без чёрной полосы. У молодых особей нижняя часть тела в основном бледно-коричневая с чёрными прожилками и с красновато-розовыми пятнами по бокам.
Позывка звучит как повторяющийся звук «pee-chu, pee-chu, pee-chu».

## Биология
Красногорлый скворцовый конёк ведёт оседлый образ жизни. Обитает на влажных лугах и пойменных равнинах, часто с низкими травами. Питается беспозвоночными, которых ищет на земле.
Сезон размножения в Ботсване приходится на период с марта по сентябрь. Биология размножения не описана.

## Подвиды и распространение
Выделяют три подвида:
- Macronyx ameliae wintoni Sharpe, 1891 — юго-западная Кения и северная Танзания
- Macronyx ameliae altanus Clancey, 1966 — от юго-запада Танзании, Малави, Замбии до центральной Анголы, севера Ботсваны и центра Зимбабве
- Macronyx ameliae ameliae de Tarragon, 1845 — юг Мозамбика, Эсватини и восток ЮАР